# Calle San Francisco (Alicante)
La calle San Francisco es una calle peatonal del centro de Alicante (España) que une el Portal de Elche con la plaza de Calvo Sotelo.

## Descripción
Durante los últimos años del siglo siglo XX, la calle presentaba un aspecto lúgubre, con un pésimo estado de conservación, y sufría un alto nivel de inseguridad ciudadana: eran comunes la prostitución callejera y los negocios ilegales regentados por inmigrantes magrebíes. No fue hasta la primera década del siglo   siglo XXI que el ayuntamiento empezó a plantear soluciones para resolver el problema, como el cierre de algunos negocios, la despeatonalización de la calle o la dotación de instalaciones culturales. A finales de 2013, la alcaldesa de Alicante, Sonia Castedo, decidió tematizar la calle con figuras de setas de grandes dimensiones. El suelo se pintó de verde y amarillo y se dibujaron rayuelas. A pesar de la polémica inicial (el coste de la inversión fue de unos 60 000 euros), la calle atrajo la atención de los turistas e incrementó la apertura de nuevos negocios. Desde entonces, la calle se conoce popularmente como la calle de las Setas.